# Iridomyrmex latifrons
Iridomyrmex latifrons är en myrart som beskrevs av Vladimir Aphanasjevich Karavaiev 1933. Iridomyrmex latifrons ingår i släktet Iridomyrmex och familjen myror. Inga underarter finns listade i Catalogue of Life.